# Саурис ди Сопра (Удине)
Саурис ди Сопра је насеље у Италији у округу Удине, региону Фурланија-Јулијска крајина.
Према процени из 2011. у насељу је живело 119 становника. Насеље се налази на надморској висини од 1405 м.